# Gura Crăiești
Gura Crăiești – wieś w Rumunii, w okręgu Bacău, w gminie Motoșeni. W 2011 roku liczyła 274 mieszkańców.